# Чавес Рико, Бернардо
Бернардо Чавес Рико (исп. Bernardo Chavez Rico, 13 октября 1941, Лос-Анджелес, Калифорния, США — 3 декабря 1999) — американский мастер мексиканского происхождения, специализирующимся на гитарах. Известный как Берни Рико-старший или просто B. C. Rico (Би Си Рико). Работая со своим отцом, Рико начал свою карьеру с создания фламенко, классических гитар, банджо и укулеле в 1950-х годах. Оригинальными инструментами Рико были акустические гитары, выпускаемые под именами Bernardo Rico или B. C. Rico (не путать с линейкой импортных гитар конца 1970-х — начала 1980-х годов). Эти акустические гитары очень редки, их сохранилось около 300 штук.
В 1967 году название компании было изменено на нынешнее, B.C. Rich. Также энтузиаст мотоциклов, работа Рико над покраской мотоциклов вдохновила его на создание необычной отделки для своих гитар.
Рико и его компания создали несколько моделей гитар, и компания процветала.
В конце 1980-х — начале 1990-х годов Рико лицензировал B.C. Rich компании Class Axe из Нью-Джерси. В это время Рико производил гитары Mason Bernard ручной работы. Было выпущено около 300 цельнокорпусных гитар, по крайней мере, одна акустическая. В 1993 году Рико вернулся в B.C. Rich, чтобы производить гитары ручной работы.